# 克雷洛斯
49°5′18″N 24°41′19″E / 49.08833°N 24.68861°E

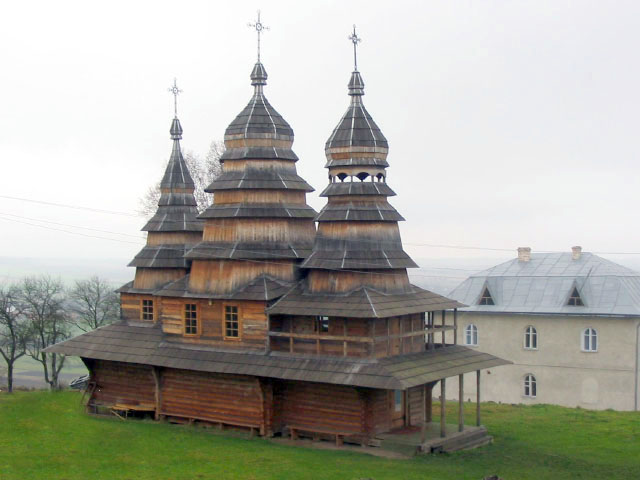
老教堂遗址上的乌克兰传统木制教堂，可以追溯到16世纪

克雷洛斯（羅馬化：Krylos）是烏克蘭西部的村莊，隸屬伊萬諾-弗蘭科夫斯克州的伊萬諾-弗蘭科夫斯克區。該村處於盧克瓦河畔，面積19.18平方公里，2001年人口1,697。